# Белорецк (Кировская область)
Белорецк — поселок в Омутнинском районе Кировской области. Входит в Залазнинское сельское поселение.

## География
Находится на расстоянии примерно 15 километров по прямой на восток от районного центра города Омутнинск у западной границы села Залазна.

## История
Возник в 1850-е годы после устройства домны. Белорецкий чугунолитейный завод был основан Н.И. Мосоловым в 1856 году. Имелась одна домна и пруд. В 1893 году было учтено 10 дворов и 67 жителей, в 1909 17 и 99 соответственно. Завод существовал до 1909 года и был закрыт в связи с банкротством Холуницких заводов, к которым относился и которых снабжал чугуном. С 1950 года центр Залазнинского леспромхоза.

## Население
Постоянное население  составляло 725 человек (русские 96%) в 2002 году, 617 в 2010 .